# American-Football-Weltmeisterschaft 2011
Die Endrunde der 4. American-Football-Weltmeisterschaft 2011 der Männer (offiziell 2011 IFAF World Cup oder auch 2011 IFAF World Championship) wurde vom 8. Juli bis zum 16. Juli 2011 in Österreich ausgetragen. Im Finalspiel, welches vor 20.000 Zusehern im Ernst-Happel-Stadion ausgetragen wurde, gewannen die USA gegen Kanada mit 50:7 und verteidigte damit den Weltmeistertitel. Wertvollster Spieler des Turniers (MVP) wurde der US-amerikanische Runningback Nate Kmic.
Der Beschluss des Weltverbandes für American Football IFAF bezüglich der Vergabe fiel am 5. Juli 2009 beim IFAF Kongress in Canton im US-Bundesstaat Ohio. Für die Organisation und die Promotion dieser WM war der AFBÖ verantwortlich.

## Austragungsorte
Die Austragungsorte der Gruppenspiele waren Innsbruck mit Tivoli-Neu und Graz mit der UPC-Arena. Die Final- und Platzierungsspiele fanden im Ernst-Happel-Stadion in Wien statt. Insgesamt kamen 70.000 Zuseher zu den 16 WM-Spielen, was einer durchschnittlichen Besucherzahl von 4.375 entspricht.
| Innsbruck                    | Graz                    | Wien                     |
| Tivoli-Neu                   | UPC-Arena               | Ernst-Happel-Stadion     |
| Tivoli-Neu                   | UPC-Arena               | Ernst-Happel-Stadion     |
| ---------------------------- | ----------------------- | ------------------------ |
| Kapazität: 16.000            | Kapazität: 15.400       | Kapazität: 51.000        |
| Eröffnung: 8. September 2000 | Eröffnung: 9. Juli 1997 | Eröffnung: 11. Juli 1931 |

## Auswahlverfahren
Für die Teilnahme an der 4. American-Football-Weltmeisterschaft stehen insgesamt acht Startplätze zur Verfügung. Diese Startplätze werden innerhalb der vier Kontinentalverbände durch unterschiedliche Qualifikationsverfahren vergeben.

### Qualifikation
Dem europäischen Dachverband für American Football EFAF wurden dabei drei WM-Teilnehmer garantiert, einschließlich des Gastgeberlandes. Alle drei europäischen Teilnehmer wurden durch die American-Football-Europameisterschaft 2010 in Deutschland ermittelt. Auch dem panamerikanischen Dachverband PAFAF wurden drei WM-Startplätze zugesichert, darunter auch der Titelverteidiger der American-Football-Weltmeisterschaft 2007 die USA, die dadurch ohnehin fix qualifiziert gewesen wären. Allerdings wurde dort auf ein Qualifikationsverfahren verzichtet und die drei bestplatzierten Nationen der offiziellen IFAF-Weltrangliste erhielten den Vorrang. Dagegen bekamen sowohl der ozeanische Dachverband OFAF als auch der asiatische AFAF jeweils einen WM-Startplatz zugeteilt. Diese werden durch ein Play-off-Spiel zwischen den beiden stärksten Nationen jedes Kontinentalverbandes ermittelt.

### Teilnehmer
| 3 aus Europa   | Österreich (als Gastgeber und Drittplatzierter der American-Football-EM 2010) Deutschland (als Europameister 2010) Frankreich (als Vize-Europameister 2010)                       |
| 3 aus Amerika  | Vereinigte Staaten (als Titelverteidiger der American-Football-WM 2007) Kanada (als Drittplatzierter der IFAF-Weltrangliste) Mexiko (als Viertplatzierter der IFAF-Weltrangliste) |
| 1 aus Ozeanien | Australien (als Sieger des Play-off-Spiels gegen Neuseeland) |
| 1 aus Asien    | Japan (als Sieger des Play-off-Spiels gegen Südkorea) |

## Auslosung
Die Zuteilung der beiden Gruppen erfolgte durch die IFAF. Die jeweils Gruppenersten spielen um die Gold- und die Gruppenzweiten um die Bronzemedaille. Die dritt- und viertplatzierten spielen um den fünften beziehungsweise um den siebenten Endrang.
| Group A     | Group B          |
| ----------- | ---------------- |
| USA         | Österreich       |
| Deutschland | Frankreich       |
| Australien  | Japan oder Korea |
| Mexiko      | Kanada           |

## Spielplan

### Gruppenphase
| 1. Spieltag (Gruppe A)                                               | 1. Spieltag (Gruppe A)                                               | 1. Spieltag (Gruppe A)                                               | 1. Spieltag (Gruppe A)                                               | 1. Spieltag (Gruppe A)                                               | 1. Spieltag (Gruppe A)                                               | 1. Spieltag (Gruppe A)                                               | 1. Spieltag (Gruppe A)                                               | 1. Spieltag (Gruppe A)                                               | 1. Spieltag (Gruppe A)                                               | 1. Spieltag (Gruppe A)                                               | 1. Spieltag (Gruppe A)                                               | 1. Spieltag (Gruppe A)                                               | 1. Spieltag (Gruppe A)                                               |
| -------------------------------------------------------------------- | -------------------------------------------------------------------- | -------------------------------------------------------------------- | -------------------------------------------------------------------- | -------------------------------------------------------------------- | -------------------------------------------------------------------- | -------------------------------------------------------------------- | -------------------------------------------------------------------- | -------------------------------------------------------------------- | -------------------------------------------------------------------- | -------------------------------------------------------------------- | -------------------------------------------------------------------- | -------------------------------------------------------------------- | -------------------------------------------------------------------- |
| Fr., 8. Juli 2011, 15 Uhr in Innsbruck (Tivoli-Neu, 6.000 Zuschauer) | Fr., 8. Juli 2011, 15 Uhr in Innsbruck (Tivoli-Neu, 6.000 Zuschauer) | Fr., 8. Juli 2011, 15 Uhr in Innsbruck (Tivoli-Neu, 6.000 Zuschauer) | Fr., 8. Juli 2011, 15 Uhr in Innsbruck (Tivoli-Neu, 6.000 Zuschauer) | Fr., 8. Juli 2011, 15 Uhr in Innsbruck (Tivoli-Neu, 6.000 Zuschauer) | Fr., 8. Juli 2011, 15 Uhr in Innsbruck (Tivoli-Neu, 6.000 Zuschauer) | Fr., 8. Juli 2011, 15 Uhr in Innsbruck (Tivoli-Neu, 6.000 Zuschauer) | Fr., 8. Juli 2011, 19 Uhr in Innsbruck (Tivoli-Neu, 4.500 Zuschauer) | Fr., 8. Juli 2011, 19 Uhr in Innsbruck (Tivoli-Neu, 4.500 Zuschauer) | Fr., 8. Juli 2011, 19 Uhr in Innsbruck (Tivoli-Neu, 4.500 Zuschauer) | Fr., 8. Juli 2011, 19 Uhr in Innsbruck (Tivoli-Neu, 4.500 Zuschauer) | Fr., 8. Juli 2011, 19 Uhr in Innsbruck (Tivoli-Neu, 4.500 Zuschauer) | Fr., 8. Juli 2011, 19 Uhr in Innsbruck (Tivoli-Neu, 4.500 Zuschauer) | Fr., 8. Juli 2011, 19 Uhr in Innsbruck (Tivoli-Neu, 4.500 Zuschauer) |
| Team                                                                 | Team                                                                 | Punkte                                                               | Q1                                                                   | Q2                                                                   | Q3                                                                   | Q4                                                                   | Team                                                                 | Team                                                                 | Punkte                                                               | Q1                                                                   | Q2                                                                   | Q3                                                                   | Q4                                                                   |
| USA                                                                  | USA                                                                  | 61                                                                   | 13                                                                   | 21                                                                   | 13                                                                   | 14                                                                   | Mexiko                                                               | Mexiko                                                               | 22                                                                   | 7                                                                    | 3                                                                    | 2                                                                    | 10                                                                   |
| Australien                                                           | Australien                                                           | 0                                                                    | 0                                                                    | 0                                                                    | 0                                                                    | 0                                                                    | Deutschland                                                          | Deutschland                                                          | 15                                                                   | 0                                                                    | 7                                                                    | 0                                                                    | 8                                                                    |
| MVP: Cody Hawkins, QB; John Lansdell, RB                             | MVP: Cody Hawkins, QB; John Lansdell, RB                             | MVP: Cody Hawkins, QB; John Lansdell, RB                             | MVP: Cody Hawkins, QB; John Lansdell, RB                             | MVP: Cody Hawkins, QB; John Lansdell, RB                             | MVP: Cody Hawkins, QB; John Lansdell, RB                             | MVP: Cody Hawkins, QB; John Lansdell, RB                             | MVP: Jonathan Barrera, RB; Joachim Ullrich, QB                       | MVP: Jonathan Barrera, RB; Joachim Ullrich, QB                       | MVP: Jonathan Barrera, RB; Joachim Ullrich, QB                       | MVP: Jonathan Barrera, RB; Joachim Ullrich, QB                       | MVP: Jonathan Barrera, RB; Joachim Ullrich, QB                       | MVP: Jonathan Barrera, RB; Joachim Ullrich, QB                       | MVP: Jonathan Barrera, RB; Joachim Ullrich, QB                       |

| 2. Spieltag (Gruppe B)                                         | 2. Spieltag (Gruppe B)                                         | 2. Spieltag (Gruppe B)                                         | 2. Spieltag (Gruppe B)                                         | 2. Spieltag (Gruppe B)                                         | 2. Spieltag (Gruppe B)                                         | 2. Spieltag (Gruppe B)                                         | 2. Spieltag (Gruppe B)                                         | 2. Spieltag (Gruppe B)                                         | 2. Spieltag (Gruppe B)                                         | 2. Spieltag (Gruppe B)                                         | 2. Spieltag (Gruppe B)                                         | 2. Spieltag (Gruppe B)                                         | 2. Spieltag (Gruppe B)                                         |
| -------------------------------------------------------------- | -------------------------------------------------------------- | -------------------------------------------------------------- | -------------------------------------------------------------- | -------------------------------------------------------------- | -------------------------------------------------------------- | -------------------------------------------------------------- | -------------------------------------------------------------- | -------------------------------------------------------------- | -------------------------------------------------------------- | -------------------------------------------------------------- | -------------------------------------------------------------- | -------------------------------------------------------------- | -------------------------------------------------------------- |
| Sa., 9. Juli 2011, 15 Uhr in Graz (UPC-Arena, 6.000 Zuschauer) | Sa., 9. Juli 2011, 15 Uhr in Graz (UPC-Arena, 6.000 Zuschauer) | Sa., 9. Juli 2011, 15 Uhr in Graz (UPC-Arena, 6.000 Zuschauer) | Sa., 9. Juli 2011, 15 Uhr in Graz (UPC-Arena, 6.000 Zuschauer) | Sa., 9. Juli 2011, 15 Uhr in Graz (UPC-Arena, 6.000 Zuschauer) | Sa., 9. Juli 2011, 15 Uhr in Graz (UPC-Arena, 6.000 Zuschauer) | Sa., 9. Juli 2011, 15 Uhr in Graz (UPC-Arena, 6.000 Zuschauer) | Sa., 9. Juli 2011, 19 Uhr in Graz (UPC-Arena, 5.000 Zuschauer) | Sa., 9. Juli 2011, 19 Uhr in Graz (UPC-Arena, 5.000 Zuschauer) | Sa., 9. Juli 2011, 19 Uhr in Graz (UPC-Arena, 5.000 Zuschauer) | Sa., 9. Juli 2011, 19 Uhr in Graz (UPC-Arena, 5.000 Zuschauer) | Sa., 9. Juli 2011, 19 Uhr in Graz (UPC-Arena, 5.000 Zuschauer) | Sa., 9. Juli 2011, 19 Uhr in Graz (UPC-Arena, 5.000 Zuschauer) | Sa., 9. Juli 2011, 19 Uhr in Graz (UPC-Arena, 5.000 Zuschauer) |
| Team                                                           | Team                                                           | Punkte                                                         | Q1                                                             | Q2                                                             | Q3                                                             | Q4                                                             | Team                                                           | Team                                                           | Punkte                                                         | Q1                                                             | Q2                                                             | Q3                                                             | Q4                                                             |
| Japan                                                          | Japan                                                          | 24                                                             | 0                                                              | 17                                                             | 0                                                              | 7                                                              | Kanada                                                         | Kanada                                                         | 45                                                             | 7                                                              | 17                                                             | 7                                                              | 14                                                             |
| Österreich                                                     | Österreich                                                     | 6                                                              | 0                                                              | 6                                                              | 0                                                              | 0                                                              | Frankreich                                                     | Frankreich                                                     | 10                                                             | 7                                                              | 3                                                              | 0                                                              | 0                                                              |
| MVP: Tetsuo Takata, QB; Florian Grein, RB                      | MVP: Tetsuo Takata, QB; Florian Grein, RB                      | MVP: Tetsuo Takata, QB; Florian Grein, RB                      | MVP: Tetsuo Takata, QB; Florian Grein, RB                      | MVP: Tetsuo Takata, QB; Florian Grein, RB                      | MVP: Tetsuo Takata, QB; Florian Grein, RB                      | MVP: Tetsuo Takata, QB; Florian Grein, RB                      | MVP: Michael Faulds, QB; Dimitri Kiernan, RB                   | MVP: Michael Faulds, QB; Dimitri Kiernan, RB                   | MVP: Michael Faulds, QB; Dimitri Kiernan, RB                   | MVP: Michael Faulds, QB; Dimitri Kiernan, RB                   | MVP: Michael Faulds, QB; Dimitri Kiernan, RB                   | MVP: Michael Faulds, QB; Dimitri Kiernan, RB                   | MVP: Michael Faulds, QB; Dimitri Kiernan, RB                   |

| 3. Spieltag (Gruppe A)                                                | 3. Spieltag (Gruppe A)                                                | 3. Spieltag (Gruppe A)                                                | 3. Spieltag (Gruppe A)                                                | 3. Spieltag (Gruppe A)                                                | 3. Spieltag (Gruppe A)                                                | 3. Spieltag (Gruppe A)                                                | 3. Spieltag (Gruppe A)                                                | 3. Spieltag (Gruppe A)                                                | 3. Spieltag (Gruppe A)                                                | 3. Spieltag (Gruppe A)                                                | 3. Spieltag (Gruppe A)                                                | 3. Spieltag (Gruppe A)                                                | 3. Spieltag (Gruppe A)                                                |
| --------------------------------------------------------------------- | --------------------------------------------------------------------- | --------------------------------------------------------------------- | --------------------------------------------------------------------- | --------------------------------------------------------------------- | --------------------------------------------------------------------- | --------------------------------------------------------------------- | --------------------------------------------------------------------- | --------------------------------------------------------------------- | --------------------------------------------------------------------- | --------------------------------------------------------------------- | --------------------------------------------------------------------- | --------------------------------------------------------------------- | --------------------------------------------------------------------- |
| So., 10. Juli 2011, 15 Uhr in Innsbruck (Tivoli-Neu, 5.000 Zuschauer) | So., 10. Juli 2011, 15 Uhr in Innsbruck (Tivoli-Neu, 5.000 Zuschauer) | So., 10. Juli 2011, 15 Uhr in Innsbruck (Tivoli-Neu, 5.000 Zuschauer) | So., 10. Juli 2011, 15 Uhr in Innsbruck (Tivoli-Neu, 5.000 Zuschauer) | So., 10. Juli 2011, 15 Uhr in Innsbruck (Tivoli-Neu, 5.000 Zuschauer) | So., 10. Juli 2011, 15 Uhr in Innsbruck (Tivoli-Neu, 5.000 Zuschauer) | So., 10. Juli 2011, 15 Uhr in Innsbruck (Tivoli-Neu, 5.000 Zuschauer) | So., 10. Juli 2011, 19 Uhr in Innsbruck (Tivoli-Neu, 6.800 Zuschauer) | So., 10. Juli 2011, 19 Uhr in Innsbruck (Tivoli-Neu, 6.800 Zuschauer) | So., 10. Juli 2011, 19 Uhr in Innsbruck (Tivoli-Neu, 6.800 Zuschauer) | So., 10. Juli 2011, 19 Uhr in Innsbruck (Tivoli-Neu, 6.800 Zuschauer) | So., 10. Juli 2011, 19 Uhr in Innsbruck (Tivoli-Neu, 6.800 Zuschauer) | So., 10. Juli 2011, 19 Uhr in Innsbruck (Tivoli-Neu, 6.800 Zuschauer) | So., 10. Juli 2011, 19 Uhr in Innsbruck (Tivoli-Neu, 6.800 Zuschauer) |
| Team                                                                  | Team                                                                  | Punkte                                                                | Q1                                                                    | Q2                                                                    | Q3                                                                    | Q4                                                                    | Team                                                                  | Team                                                                  | Punkte                                                                | Q1                                                                    | Q2                                                                    | Q3                                                                    | Q4                                                                    |
| Mexiko                                                                | Mexiko                                                                | 65                                                                    | 7                                                                     | 21                                                                    | 25                                                                    | 12                                                                    | USA                                                                   | USA                                                                   | 48                                                                    | 7                                                                     | 21                                                                    | 20                                                                    | 0                                                                     |
| Australien                                                            | Australien                                                            | 0                                                                     | 0                                                                     | 0                                                                     | 0                                                                     | 0                                                                     | Deutschland                                                           | Deutschland                                                           | 7                                                                     | 0                                                                     | 7                                                                     | 0                                                                     | 0                                                                     |
| MVP: Rodrigo Perez, QB; James McFadzean, LB                           | MVP: Rodrigo Perez, QB; James McFadzean, LB                           | MVP: Rodrigo Perez, QB; James McFadzean, LB                           | MVP: Rodrigo Perez, QB; James McFadzean, LB                           | MVP: Rodrigo Perez, QB; James McFadzean, LB                           | MVP: Rodrigo Perez, QB; James McFadzean, LB                           | MVP: Rodrigo Perez, QB; James McFadzean, LB                           | MVP: Nate Kmic, RB; Robert Zernicke, DL                               | MVP: Nate Kmic, RB; Robert Zernicke, DL                               | MVP: Nate Kmic, RB; Robert Zernicke, DL                               | MVP: Nate Kmic, RB; Robert Zernicke, DL                               | MVP: Nate Kmic, RB; Robert Zernicke, DL                               | MVP: Nate Kmic, RB; Robert Zernicke, DL                               | MVP: Nate Kmic, RB; Robert Zernicke, DL                               |

| 4. Spieltag (Gruppe B)                                          | 4. Spieltag (Gruppe B)                                          | 4. Spieltag (Gruppe B)                                          | 4. Spieltag (Gruppe B)                                          | 4. Spieltag (Gruppe B)                                          | 4. Spieltag (Gruppe B)                                          | 4. Spieltag (Gruppe B)                                          | 4. Spieltag (Gruppe B)                                          | 4. Spieltag (Gruppe B)                                          | 4. Spieltag (Gruppe B)                                          | 4. Spieltag (Gruppe B)                                          | 4. Spieltag (Gruppe B)                                          | 4. Spieltag (Gruppe B)                                          | 4. Spieltag (Gruppe B)                                          |
| Mo., 11. Juli 2011, 15 Uhr in Graz (UPC-Arena, 2.500 Zuschauer) | Mo., 11. Juli 2011, 15 Uhr in Graz (UPC-Arena, 2.500 Zuschauer) | Mo., 11. Juli 2011, 15 Uhr in Graz (UPC-Arena, 2.500 Zuschauer) | Mo., 11. Juli 2011, 15 Uhr in Graz (UPC-Arena, 2.500 Zuschauer) | Mo., 11. Juli 2011, 15 Uhr in Graz (UPC-Arena, 2.500 Zuschauer) | Mo., 11. Juli 2011, 15 Uhr in Graz (UPC-Arena, 2.500 Zuschauer) | Mo., 11. Juli 2011, 15 Uhr in Graz (UPC-Arena, 2.500 Zuschauer) | Mo., 11. Juli 2011, 19 Uhr in Graz (UPC-Arena, 4.500 Zuschauer) | Mo., 11. Juli 2011, 19 Uhr in Graz (UPC-Arena, 4.500 Zuschauer) | Mo., 11. Juli 2011, 19 Uhr in Graz (UPC-Arena, 4.500 Zuschauer) | Mo., 11. Juli 2011, 19 Uhr in Graz (UPC-Arena, 4.500 Zuschauer) | Mo., 11. Juli 2011, 19 Uhr in Graz (UPC-Arena, 4.500 Zuschauer) | Mo., 11. Juli 2011, 19 Uhr in Graz (UPC-Arena, 4.500 Zuschauer) | Mo., 11. Juli 2011, 19 Uhr in Graz (UPC-Arena, 4.500 Zuschauer) |
| Team                                                            | Team                                                            | Punkte                                                          | Q1                                                              | Q2                                                              | Q3                                                              | Q4                                                              | Team                                                            | Team                                                            | Punkte                                                          | Q1                                                              | Q2                                                              | Q3                                                              | Q4                                                              |
| --------------------------------------------------------------- | --------------------------------------------------------------- | --------------------------------------------------------------- | --------------------------------------------------------------- | --------------------------------------------------------------- | --------------------------------------------------------------- | --------------------------------------------------------------- | --------------------------------------------------------------- | --------------------------------------------------------------- | --------------------------------------------------------------- | --------------------------------------------------------------- | --------------------------------------------------------------- | --------------------------------------------------------------- | --------------------------------------------------------------- |
| Japan                                                           | Japan                                                           | 35                                                              | 7                                                               | 14                                                              | 7                                                               | 7                                                               | Kanada                                                          | Kanada                                                          | 36                                                              | 7                                                               | 7                                                               | 7                                                               | 15                                                              |
| Frankreich                                                      | Frankreich                                                      | 10                                                              | 0                                                               | 0                                                               | 7                                                               | 3                                                               | Österreich                                                      | Österreich                                                      | 14                                                              | 0                                                               | 0                                                               | 0                                                               | 14                                                              |
| MVP: Yasuo Wakisaka, DL; Max Sprauel, QB                        | MVP: Yasuo Wakisaka, DL; Max Sprauel, QB                        | MVP: Yasuo Wakisaka, DL; Max Sprauel, QB                        | MVP: Yasuo Wakisaka, DL; Max Sprauel, QB                        | MVP: Yasuo Wakisaka, DL; Max Sprauel, QB                        | MVP: Yasuo Wakisaka, DL; Max Sprauel, QB                        | MVP: Yasuo Wakisaka, DL; Max Sprauel, QB                        | MVP: Matt Walters, RB; Florian Hueter, LB                       | MVP: Matt Walters, RB; Florian Hueter, LB                       | MVP: Matt Walters, RB; Florian Hueter, LB                       | MVP: Matt Walters, RB; Florian Hueter, LB                       | MVP: Matt Walters, RB; Florian Hueter, LB                       | MVP: Matt Walters, RB; Florian Hueter, LB                       | MVP: Matt Walters, RB; Florian Hueter, LB                       |

| 5. Spieltag (Gruppe A)                                                | 5. Spieltag (Gruppe A)                                                | 5. Spieltag (Gruppe A)                                                | 5. Spieltag (Gruppe A)                                                | 5. Spieltag (Gruppe A)                                                | 5. Spieltag (Gruppe A)                                                | 5. Spieltag (Gruppe A)                                                | 5. Spieltag (Gruppe A)                                                | 5. Spieltag (Gruppe A)                                                | 5. Spieltag (Gruppe A)                                                | 5. Spieltag (Gruppe A)                                                | 5. Spieltag (Gruppe A)                                                | 5. Spieltag (Gruppe A)                                                | 5. Spieltag (Gruppe A)                                                |
| Di., 12. Juli 2011, 15 Uhr in Innsbruck (Tivoli-Neu, 1.500 Zuschauer) | Di., 12. Juli 2011, 15 Uhr in Innsbruck (Tivoli-Neu, 1.500 Zuschauer) | Di., 12. Juli 2011, 15 Uhr in Innsbruck (Tivoli-Neu, 1.500 Zuschauer) | Di., 12. Juli 2011, 15 Uhr in Innsbruck (Tivoli-Neu, 1.500 Zuschauer) | Di., 12. Juli 2011, 15 Uhr in Innsbruck (Tivoli-Neu, 1.500 Zuschauer) | Di., 12. Juli 2011, 15 Uhr in Innsbruck (Tivoli-Neu, 1.500 Zuschauer) | Di., 12. Juli 2011, 15 Uhr in Innsbruck (Tivoli-Neu, 1.500 Zuschauer) | Di., 12. Juli 2011, 19 Uhr in Innsbruck (Tivoli-Neu, 4.800 Zuschauer) | Di., 12. Juli 2011, 19 Uhr in Innsbruck (Tivoli-Neu, 4.800 Zuschauer) | Di., 12. Juli 2011, 19 Uhr in Innsbruck (Tivoli-Neu, 4.800 Zuschauer) | Di., 12. Juli 2011, 19 Uhr in Innsbruck (Tivoli-Neu, 4.800 Zuschauer) | Di., 12. Juli 2011, 19 Uhr in Innsbruck (Tivoli-Neu, 4.800 Zuschauer) | Di., 12. Juli 2011, 19 Uhr in Innsbruck (Tivoli-Neu, 4.800 Zuschauer) | Di., 12. Juli 2011, 19 Uhr in Innsbruck (Tivoli-Neu, 4.800 Zuschauer) |
| Team                                                                  | Team                                                                  | Punkte                                                                | Q1                                                                    | Q2                                                                    | Q3                                                                    | Q4                                                                    | Team                                                                  | Team                                                                  | Punkte                                                                | Q1                                                                    | Q2                                                                    | Q3                                                                    | Q4                                                                    |
| --------------------------------------------------------------------- | --------------------------------------------------------------------- | --------------------------------------------------------------------- | --------------------------------------------------------------------- | --------------------------------------------------------------------- | --------------------------------------------------------------------- | --------------------------------------------------------------------- | --------------------------------------------------------------------- | --------------------------------------------------------------------- | --------------------------------------------------------------------- | --------------------------------------------------------------------- | --------------------------------------------------------------------- | --------------------------------------------------------------------- | --------------------------------------------------------------------- |
| Deutschland                                                           | Deutschland                                                           | 30                                                                    | 14                                                                    | 9                                                                     | 0                                                                     | 7                                                                     | USA                                                                   | USA                                                                   | 17                                                                    | 0                                                                     | 10                                                                    | 0                                                                     | 7                                                                     |
| Australien                                                            | Australien                                                            | 20                                                                    | 7                                                                     | 7                                                                     | 6                                                                     | 0                                                                     | Mexiko                                                                | Mexiko                                                                | 7                                                                     | 0                                                                     | 0                                                                     | 7                                                                     | 0                                                                     |
| MVP: Niklas Roemer, WR; Locklan Gilbert, TE                           | MVP: Niklas Roemer, WR; Locklan Gilbert, TE                           | MVP: Niklas Roemer, WR; Locklan Gilbert, TE                           | MVP: Niklas Roemer, WR; Locklan Gilbert, TE                           | MVP: Niklas Roemer, WR; Locklan Gilbert, TE                           | MVP: Niklas Roemer, WR; Locklan Gilbert, TE                           | MVP: Niklas Roemer, WR; Locklan Gilbert, TE                           | MVP: Osayi Osunde, LB; Jorge Enrique Valdez, LB                       | MVP: Osayi Osunde, LB; Jorge Enrique Valdez, LB                       | MVP: Osayi Osunde, LB; Jorge Enrique Valdez, LB                       | MVP: Osayi Osunde, LB; Jorge Enrique Valdez, LB                       | MVP: Osayi Osunde, LB; Jorge Enrique Valdez, LB                       | MVP: Osayi Osunde, LB; Jorge Enrique Valdez, LB                       | MVP: Osayi Osunde, LB; Jorge Enrique Valdez, LB                       |

| 6. Spieltag (Gruppe B)                                          | 6. Spieltag (Gruppe B)                                          | 6. Spieltag (Gruppe B)                                          | 6. Spieltag (Gruppe B)                                          | 6. Spieltag (Gruppe B)                                          | 6. Spieltag (Gruppe B)                                          | 6. Spieltag (Gruppe B)                                          | 6. Spieltag (Gruppe B)                                          | 6. Spieltag (Gruppe B)                                          | 6. Spieltag (Gruppe B)                                          | 6. Spieltag (Gruppe B)                                          | 6. Spieltag (Gruppe B)                                          | 6. Spieltag (Gruppe B)                                          | 6. Spieltag (Gruppe B)                                          |
| Mi., 13. Juli 2011, 15 Uhr in Graz (UPC-Arena, 2.000 Zuschauer) | Mi., 13. Juli 2011, 15 Uhr in Graz (UPC-Arena, 2.000 Zuschauer) | Mi., 13. Juli 2011, 15 Uhr in Graz (UPC-Arena, 2.000 Zuschauer) | Mi., 13. Juli 2011, 15 Uhr in Graz (UPC-Arena, 2.000 Zuschauer) | Mi., 13. Juli 2011, 15 Uhr in Graz (UPC-Arena, 2.000 Zuschauer) | Mi., 13. Juli 2011, 15 Uhr in Graz (UPC-Arena, 2.000 Zuschauer) | Mi., 13. Juli 2011, 15 Uhr in Graz (UPC-Arena, 2.000 Zuschauer) | Mi., 13. Juli 2011, 19 Uhr in Graz (UPC-Arena, 4.800 Zuschauer) | Mi., 13. Juli 2011, 19 Uhr in Graz (UPC-Arena, 4.800 Zuschauer) | Mi., 13. Juli 2011, 19 Uhr in Graz (UPC-Arena, 4.800 Zuschauer) | Mi., 13. Juli 2011, 19 Uhr in Graz (UPC-Arena, 4.800 Zuschauer) | Mi., 13. Juli 2011, 19 Uhr in Graz (UPC-Arena, 4.800 Zuschauer) | Mi., 13. Juli 2011, 19 Uhr in Graz (UPC-Arena, 4.800 Zuschauer) | Mi., 13. Juli 2011, 19 Uhr in Graz (UPC-Arena, 4.800 Zuschauer) |
| Team                                                            | Team                                                            | Punkte                                                          | Q1                                                              | Q2                                                              | Q3                                                              | Q4                                                              | Team                                                            | Team                                                            | Punkte                                                          | Q1                                                              | Q2                                                              | Q3                                                              | Q4                                                              |
| --------------------------------------------------------------- | --------------------------------------------------------------- | --------------------------------------------------------------- | --------------------------------------------------------------- | --------------------------------------------------------------- | --------------------------------------------------------------- | --------------------------------------------------------------- | --------------------------------------------------------------- | --------------------------------------------------------------- | --------------------------------------------------------------- | --------------------------------------------------------------- | --------------------------------------------------------------- | --------------------------------------------------------------- | --------------------------------------------------------------- |
| Kanada                                                          | Kanada                                                          | 31                                                              | 7                                                               | 10                                                              | 0                                                               | 14                                                              | Österreich                                                      | Österreich                                                      | 16                                                              | 0                                                               | 3                                                               | 0                                                               | 13                                                              |
| Japan                                                           | Japan                                                           | 27                                                              | 7                                                               | 7                                                               | 6                                                               | 7                                                               | Frankreich                                                      | Frankreich                                                      | 24                                                              | 0                                                               | 0                                                               | 17                                                              | 7                                                               |
| MVP: David Stevens, RB; Yasuhiro Maruta, RB                     | MVP: David Stevens, RB; Yasuhiro Maruta, RB                     | MVP: David Stevens, RB; Yasuhiro Maruta, RB                     | MVP: David Stevens, RB; Yasuhiro Maruta, RB                     | MVP: David Stevens, RB; Yasuhiro Maruta, RB                     | MVP: David Stevens, RB; Yasuhiro Maruta, RB                     | MVP: David Stevens, RB; Yasuhiro Maruta, RB                     | MVP: Mario Nerad, RB; Jeremy Rabot, WR                          | MVP: Mario Nerad, RB; Jeremy Rabot, WR                          | MVP: Mario Nerad, RB; Jeremy Rabot, WR                          | MVP: Mario Nerad, RB; Jeremy Rabot, WR                          | MVP: Mario Nerad, RB; Jeremy Rabot, WR                          | MVP: Mario Nerad, RB; Jeremy Rabot, WR                          | MVP: Mario Nerad, RB; Jeremy Rabot, WR                          |

| Gruppe A   | Gruppe A    | Gruppe A   | Gruppe A   | Gruppe A   | Gruppe A   | Gruppe A   | Gruppe A   | Gruppe A   |
| Tivoli-Neu | Tivoli-Neu  | Tivoli-Neu | Tivoli-Neu | Tivoli-Neu | Tivoli-Neu | Tivoli-Neu | Tivoli-Neu | Tivoli-Neu |
|            | Nation      | G          | W          | L          | PCT        | P+         | P-         | Diff.      |
| ---------- | ----------- | ---------- | ---------- | ---------- | ---------- | ---------- | ---------- | ---------- |
| 1.         | USA         | 3          | 3          | 0          | 1.000      | 126        | 14         | +112       |
| 2.         | Mexiko      | 3          | 2          | 1          | .667       | 94         | 32         | +62        |
| 3.         | Deutschland | 3          | 1          | 2          | .333       | 52         | 90         | −38        |
| 4.         | Australien  | 3          | 0          | 3          | .000       | 20         | 156        | −136       |

| Gruppe B  | Gruppe B   | Gruppe B  | Gruppe B  | Gruppe B  | Gruppe B  | Gruppe B  | Gruppe B  | Gruppe B  |
| UPC-Arena | UPC-Arena  | UPC-Arena | UPC-Arena | UPC-Arena | UPC-Arena | UPC-Arena | UPC-Arena | UPC-Arena |
|           | Nation     | G         | W         | L         | PCT       | P+        | P-        | Diff.     |
| --------- | ---------- | --------- | --------- | --------- | --------- | --------- | --------- | --------- |
| 1.        | Kanada     | 3         | 3         | 0         | 1.000     | 112       | 51        | +61       |
| 2.        | Japan      | 3         | 2         | 1         | .667      | 86        | 47        | +39       |
| 3.        | Frankreich | 3         | 1         | 2         | .333      | 44        | 96        | −52       |
| 4.        | Österreich | 3         | 0         | 3         | .000      | 36        | 84        | −48       |

### Finalrunde
| 1. Finaltag (Spiel um Platz 7, Spiel um Bronze)                            | 1. Finaltag (Spiel um Platz 7, Spiel um Bronze)                            | 1. Finaltag (Spiel um Platz 7, Spiel um Bronze)                            | 1. Finaltag (Spiel um Platz 7, Spiel um Bronze)                            | 1. Finaltag (Spiel um Platz 7, Spiel um Bronze)                            | 1. Finaltag (Spiel um Platz 7, Spiel um Bronze)                            | 1. Finaltag (Spiel um Platz 7, Spiel um Bronze)                            | 1. Finaltag (Spiel um Platz 7, Spiel um Bronze)                            | 1. Finaltag (Spiel um Platz 7, Spiel um Bronze)                            | 1. Finaltag (Spiel um Platz 7, Spiel um Bronze)                            | 1. Finaltag (Spiel um Platz 7, Spiel um Bronze)                            | 1. Finaltag (Spiel um Platz 7, Spiel um Bronze)                            | 1. Finaltag (Spiel um Platz 7, Spiel um Bronze)                            | 1. Finaltag (Spiel um Platz 7, Spiel um Bronze)                            |
| Fr., 15. Juli 2011, 15 Uhr in Wien (Ernst-Happel-Stadion, 4.128 Zuschauer) | Fr., 15. Juli 2011, 15 Uhr in Wien (Ernst-Happel-Stadion, 4.128 Zuschauer) | Fr., 15. Juli 2011, 15 Uhr in Wien (Ernst-Happel-Stadion, 4.128 Zuschauer) | Fr., 15. Juli 2011, 15 Uhr in Wien (Ernst-Happel-Stadion, 4.128 Zuschauer) | Fr., 15. Juli 2011, 15 Uhr in Wien (Ernst-Happel-Stadion, 4.128 Zuschauer) | Fr., 15. Juli 2011, 15 Uhr in Wien (Ernst-Happel-Stadion, 4.128 Zuschauer) | Fr., 15. Juli 2011, 15 Uhr in Wien (Ernst-Happel-Stadion, 4.128 Zuschauer) | Fr., 15. Juli 2011, 19 Uhr in Wien (Ernst-Happel-Stadion, 4.128 Zuschauer) | Fr., 15. Juli 2011, 19 Uhr in Wien (Ernst-Happel-Stadion, 4.128 Zuschauer) | Fr., 15. Juli 2011, 19 Uhr in Wien (Ernst-Happel-Stadion, 4.128 Zuschauer) | Fr., 15. Juli 2011, 19 Uhr in Wien (Ernst-Happel-Stadion, 4.128 Zuschauer) | Fr., 15. Juli 2011, 19 Uhr in Wien (Ernst-Happel-Stadion, 4.128 Zuschauer) | Fr., 15. Juli 2011, 19 Uhr in Wien (Ernst-Happel-Stadion, 4.128 Zuschauer) | Fr., 15. Juli 2011, 19 Uhr in Wien (Ernst-Happel-Stadion, 4.128 Zuschauer) |
| Team                                                                       | Team                                                                       | Punkte                                                                     | Q1                                                                         | Q2                                                                         | Q3                                                                         | Q4                                                                         | Team                                                                       | Team                                                                       | Punkte                                                                     | Q1                                                                         | Q2                                                                         | Q3                                                                         | Q4                                                                         |
| -------------------------------------------------------------------------- | -------------------------------------------------------------------------- | -------------------------------------------------------------------------- | -------------------------------------------------------------------------- | -------------------------------------------------------------------------- | -------------------------------------------------------------------------- | -------------------------------------------------------------------------- | -------------------------------------------------------------------------- | -------------------------------------------------------------------------- | -------------------------------------------------------------------------- | -------------------------------------------------------------------------- | -------------------------------------------------------------------------- | -------------------------------------------------------------------------- | -------------------------------------------------------------------------- |
| Australien                                                                 | Australien                                                                 | 10                                                                         | 0                                                                          | 3                                                                          | 7                                                                          | 0                                                                          | Mexiko                                                                     | Mexiko                                                                     | 14                                                                         | 0                                                                          | 7                                                                          | 0                                                                          | 7                                                                          |
| Österreich                                                                 | Österreich                                                                 | 48                                                                         | 14                                                                         | 14                                                                         | 6                                                                          | 14                                                                         | Japan                                                                      | Japan                                                                      | 17                                                                         | 0                                                                          | 10                                                                         | 7                                                                          | 0                                                                          |
| MVP: Ryan Dwyer, WR; Thomas Haider, QB                                     | MVP: Ryan Dwyer, WR; Thomas Haider, QB                                     | MVP: Ryan Dwyer, WR; Thomas Haider, QB                                     | MVP: Ryan Dwyer, WR; Thomas Haider, QB                                     | MVP: Ryan Dwyer, WR; Thomas Haider, QB                                     | MVP: Ryan Dwyer, WR; Thomas Haider, QB                                     | MVP: Ryan Dwyer, WR; Thomas Haider, QB                                     | MVP: Manuel Padilla, LB; Naoki Maeda, WR                                   | MVP: Manuel Padilla, LB; Naoki Maeda, WR                                   | MVP: Manuel Padilla, LB; Naoki Maeda, WR                                   | MVP: Manuel Padilla, LB; Naoki Maeda, WR                                   | MVP: Manuel Padilla, LB; Naoki Maeda, WR                                   | MVP: Manuel Padilla, LB; Naoki Maeda, WR                                   | MVP: Manuel Padilla, LB; Naoki Maeda, WR                                   |

| 2. Finaltag (Spiel um Platz 5, Spiel um Gold)                               | 2. Finaltag (Spiel um Platz 5, Spiel um Gold)                               | 2. Finaltag (Spiel um Platz 5, Spiel um Gold)                               | 2. Finaltag (Spiel um Platz 5, Spiel um Gold)                               | 2. Finaltag (Spiel um Platz 5, Spiel um Gold)                               | 2. Finaltag (Spiel um Platz 5, Spiel um Gold)                               | 2. Finaltag (Spiel um Platz 5, Spiel um Gold)                               | 2. Finaltag (Spiel um Platz 5, Spiel um Gold)                               | 2. Finaltag (Spiel um Platz 5, Spiel um Gold)                               | 2. Finaltag (Spiel um Platz 5, Spiel um Gold)                               | 2. Finaltag (Spiel um Platz 5, Spiel um Gold)                               | 2. Finaltag (Spiel um Platz 5, Spiel um Gold)                               | 2. Finaltag (Spiel um Platz 5, Spiel um Gold)                               | 2. Finaltag (Spiel um Platz 5, Spiel um Gold)                               |
| Sa., 16. Juli 2011, 15 Uhr in Wien (Ernst-Happel-Stadion, 16.800 Zuschauer) | Sa., 16. Juli 2011, 15 Uhr in Wien (Ernst-Happel-Stadion, 16.800 Zuschauer) | Sa., 16. Juli 2011, 15 Uhr in Wien (Ernst-Happel-Stadion, 16.800 Zuschauer) | Sa., 16. Juli 2011, 15 Uhr in Wien (Ernst-Happel-Stadion, 16.800 Zuschauer) | Sa., 16. Juli 2011, 15 Uhr in Wien (Ernst-Happel-Stadion, 16.800 Zuschauer) | Sa., 16. Juli 2011, 15 Uhr in Wien (Ernst-Happel-Stadion, 16.800 Zuschauer) | Sa., 16. Juli 2011, 15 Uhr in Wien (Ernst-Happel-Stadion, 16.800 Zuschauer) | Sa., 16. Juli 2011, 19 Uhr in Wien (Ernst-Happel-Stadion, 20.000 Zuschauer) | Sa., 16. Juli 2011, 19 Uhr in Wien (Ernst-Happel-Stadion, 20.000 Zuschauer) | Sa., 16. Juli 2011, 19 Uhr in Wien (Ernst-Happel-Stadion, 20.000 Zuschauer) | Sa., 16. Juli 2011, 19 Uhr in Wien (Ernst-Happel-Stadion, 20.000 Zuschauer) | Sa., 16. Juli 2011, 19 Uhr in Wien (Ernst-Happel-Stadion, 20.000 Zuschauer) | Sa., 16. Juli 2011, 19 Uhr in Wien (Ernst-Happel-Stadion, 20.000 Zuschauer) | Sa., 16. Juli 2011, 19 Uhr in Wien (Ernst-Happel-Stadion, 20.000 Zuschauer) |
| Team                                                                        | Team                                                                        | Punkte                                                                      | Q1                                                                          | Q2                                                                          | Q3                                                                          | Q4                                                                          | Team                                                                        | Team                                                                        | Punkte                                                                      | Q1                                                                          | Q2                                                                          | Q3                                                                          | Q4                                                                          |
| --------------------------------------------------------------------------- | --------------------------------------------------------------------------- | --------------------------------------------------------------------------- | --------------------------------------------------------------------------- | --------------------------------------------------------------------------- | --------------------------------------------------------------------------- | --------------------------------------------------------------------------- | --------------------------------------------------------------------------- | --------------------------------------------------------------------------- | --------------------------------------------------------------------------- | --------------------------------------------------------------------------- | --------------------------------------------------------------------------- | --------------------------------------------------------------------------- | --------------------------------------------------------------------------- |
| Deutschland                                                                 | Deutschland                                                                 | 21                                                                          | 0                                                                           | 7                                                                           | 7                                                                           | 7                                                                           | USA                                                                         | USA                                                                         | 50                                                                          | 7                                                                           | 30                                                                          | 13                                                                          | 0                                                                           |
| Frankreich                                                                  | Frankreich                                                                  | 17                                                                          | 0                                                                           | 7                                                                           | 7                                                                           | 3                                                                           | Kanada                                                                      | Kanada                                                                      | 7                                                                           | 0                                                                           | 7                                                                           | 0                                                                           | 0                                                                           |
| MVP: Niklas Römer , WR; Laurent Marceline, RB                               | MVP: Niklas Römer , WR; Laurent Marceline, RB                               | MVP: Niklas Römer , WR; Laurent Marceline, RB                               | MVP: Niklas Römer , WR; Laurent Marceline, RB                               | MVP: Niklas Römer , WR; Laurent Marceline, RB                               | MVP: Niklas Römer , WR; Laurent Marceline, RB                               | MVP: Niklas Römer , WR; Laurent Marceline, RB                               | MVP: Henry Harris, RB; Sammy Okpro, DB                                      | MVP: Henry Harris, RB; Sammy Okpro, DB                                      | MVP: Henry Harris, RB; Sammy Okpro, DB                                      | MVP: Henry Harris, RB; Sammy Okpro, DB                                      | MVP: Henry Harris, RB; Sammy Okpro, DB                                      | MVP: Henry Harris, RB; Sammy Okpro, DB                                      | MVP: Henry Harris, RB; Sammy Okpro, DB                                      |

## Ausgang
1. Vereinigte Staaten
2. Kanada
3. Japan
4. Mexiko
5. Deutschland
6. Frankreich
7. Österreich
8. Australien